# Pararctophila
Pararctophila là một chi ruồi trong họ Syrphidae.